# مراسم المپیک
مراسم و تشریفات بازی‌های المپیک در بازی‌های المپیک باستان یونان بخشی جدایی ناپذیر از بازی‌ها محسوب می‌شد. مراسم بازی‌های المپیک مدرن شامل مراسم افتتاحیه، اختتامیه و توزیع مدال هستند. برخی از عناصر تشریفات مدرن الهام‌گرفته از بازی‌های باستانی است که پس از ایجاد بازی‌های المپیک مدرن احیاء شدند. نمونه برجستهٔ آن که از میراث یونان است، دو مراسم افتتاحیه و اختتامیه هستند. در طول بازی‌های المپیک تابستانی ۲۰۰۴، برندگان مدال‌آور تاجی از شاخه‌های زیتون دریافت می‌کردند که اشاره مستقیمی به بازی‌های باستانی بود که در آن جایزه برنده یک تاج زیتون بود. عناصر مختلف مراسم توسط منشور المپیک اجباری شده است و توسط کشور میزبان قابل تغییر نیستند. کشورهای میزبان ملزم به دریافت تاییدیه کمیته بین‌المللی المپیک (IOC) برای عناصر به کار رفته در مراسم، از جمله بخش‌های هنری مراسم افتتاحیه و اختتامیه هستند.
این تشریفات در طول قرن‌ها تکامل یافته است. بازی‌های باستانی شامل مراسمی برای نشان دادن شروع و پایان هر رویداد ورزشی بود. شباهت‌ها و تفاوت‌هایی بین مراسم المپیک باستان و مشابه امروزی آن وجود دارد. در حالی که ارائه بازی‌ها با پیشرفت در فناوری و تمایل کشورهای میزبان برای به نمایش گذاشتن ایده‌های هنری خود تکامل یافته است، رویدادهای اساسی هر مراسم بدون تغییر و دست نخورده باقی مانده‌اند. شیوه اجرای مراسم افتتاحیه و اختتامیه در هر دورهٔ متوالی از بازی‌ها همچنان از نظر دامنه، مقیاس و هزینه افزایش می‌یابد، اما همچنان در سنت باستانی خود غوطه‌ور می‌ماند.

## پیشینیان باستانی

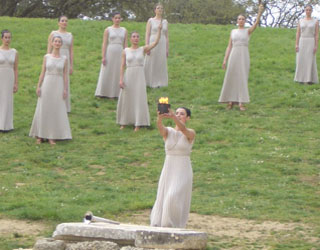
روشن کردن شعله المپیک مدرن در المپیا، یونان، محل بازی‌های باستانی

بازی‌های باستانی که در یونان از ح. 776 BCE تا ح. 393 CE برگزار می‌شد، اولین نمونه‌های مراسم المپیک را ارائه می‌دهند. جشن پیروزی، که عناصر آن در مدال‌ها و مراسم اختتامیه امروزی مشهود است، اغلب شامل ضیافت‌های مفصل، نوشیدنی، آواز خواندن و شعرخوانی بود. در سنت یونانیان هر چه برنده ثروتمندتر بود، جشن اسراف‌آمیزتر می‌شد. یک تاج گل یا تاج زیتون که توسط پسری که مخصوصاً برای این منظور انتخاب شده بود، به شکل نیم دایره‌ای طلایی به برندگان اهدا می‌کردند. فستیوال با نذرهای رسمی برندگان و انجام قربانی‌های آیینی برای خدایان مختلفی که در آن زمان می‌پرستیند، به پایان می‌رسید.
شواهدی دال بر تغییرات شگرف در قالب بازی‌های باستانی در طول نزدیک به ۱۲ قرنی که برگزار می‌شد، وجود دارد. در نهایت، تقریباً در المپیاد ۷۷ بود که یک برنامه مدوّن با ۱۸ رویداد ورزشی ایجاد شد. به منظور آغاز یک المپیک در یونان باستان، برگزارکنندگان افتتاحیه برگزار می‌کردند. پس از آن مراسمی برگزار شد که در آن ورزشکاران سوگند یاد می‌کردند. اولین مسابقه، مسابقه هنری ترومپت و منادیان، جشن افتتاحیه را آغاز می‌کردند.

## افتتاحیه

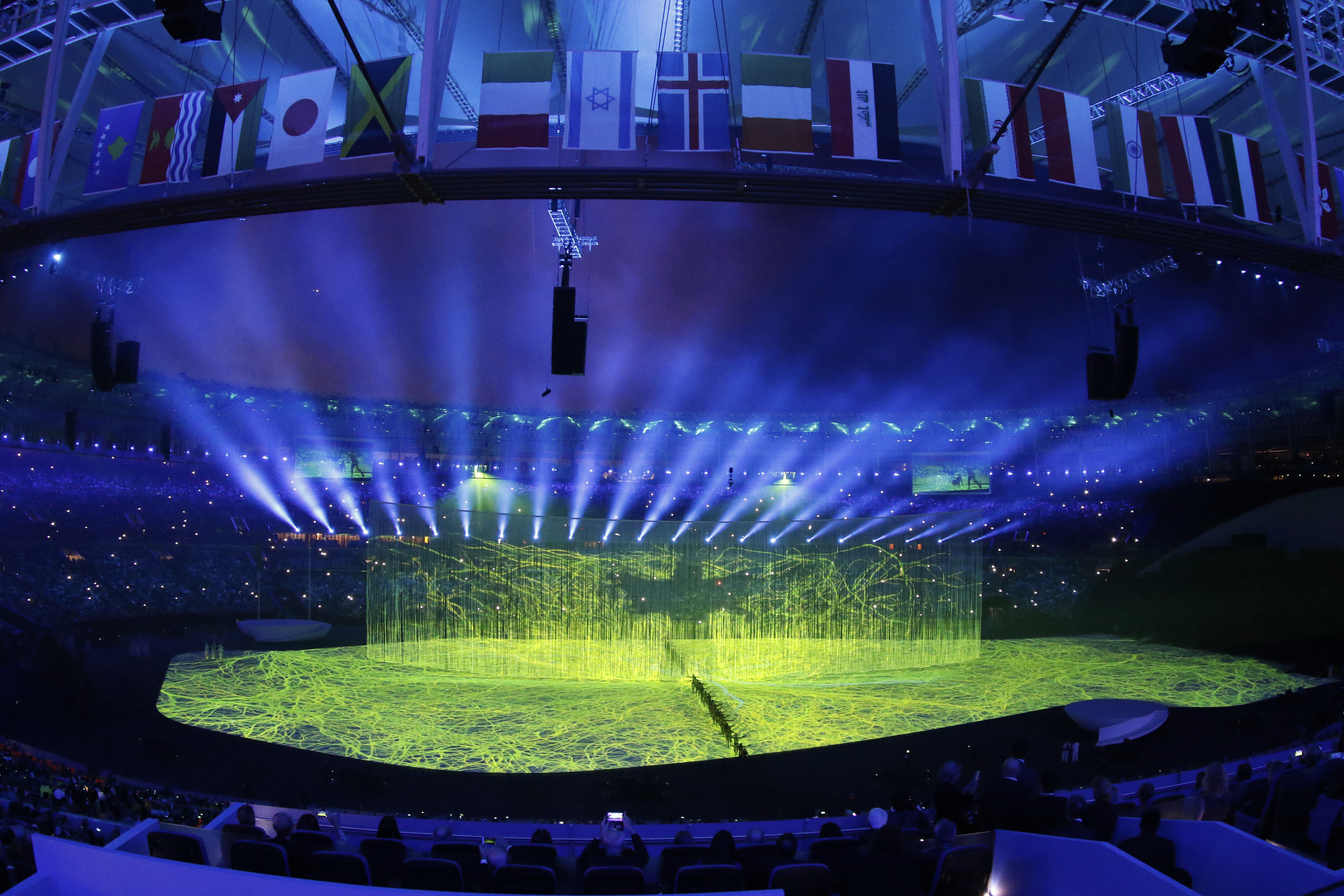
صحنه ای از مراسم افتتاحیه بازی‌های المپیک تابستانی ریو ۲۰۱۶

در حالی که از سال ۱۸۹۶ با برگزاری عشای المپیک، آتش‌بس المپیک آغاز می‌شود تا بعد مذهبی بازی‌های المپیک را در بر بگیرد، مراسم افتتاحیه المپیک نشان دهنده آغاز رسمی بازی‌های المپیک دور جدید و پایان چرخه المپیک پیشین است. با توجه به فشردگی بازی‌ها، طبیعی است که برخی رویدادهای ورزشی دو یا سه روز قبل از افتتاحیه آغاز شود. برای مثال، مسابقات فوتبال مردان و زنان در بازی‌های المپیک تابستانی ۲۰۰۸ دو روز قبل از مراسم افتتاحیه آغاز شد.
این موضوع در بازی‌های زمستانی نیز وجود داشته است، جایی که هاکی روی یخ گاهی اوقات در آستانه مراسم افتتاحیه آغاز می‌شود.
طبق منشور المپیک، عناصر مختلف مراسم افتتاحیه جشن بازی‌های المپیک را تشکیل می‌دهند. بیشتر این مناسک در بازی‌های المپیک تابستانی ۱۹۲۰ در آنتورپ، بلژیک، به رسمیت شناخته شدند.

### بلیط
معمول است که بلیط‌های مراسم افتتاحیه گران‌ترین و پرتقاضاترین بلیط‌های هر دوره باشد. به‌طور استثنایی، این اتفاق در بازی‌های المپیک تابستانی ۲۰۲۰ و المپیک زمستانی ۲۰۲۲ رخ نداد، زیرا این بازی‌ها به دلیل همه‌گیری COVID-19 پشت درهای بسته برگزار شد. طبق پروتکل‌های سختگیرانه دورهٔ همه‌گیری، مراسم افتتاحیه تنها با حضور مهمانان دعوت شده برگزار شد.

### زمان روز

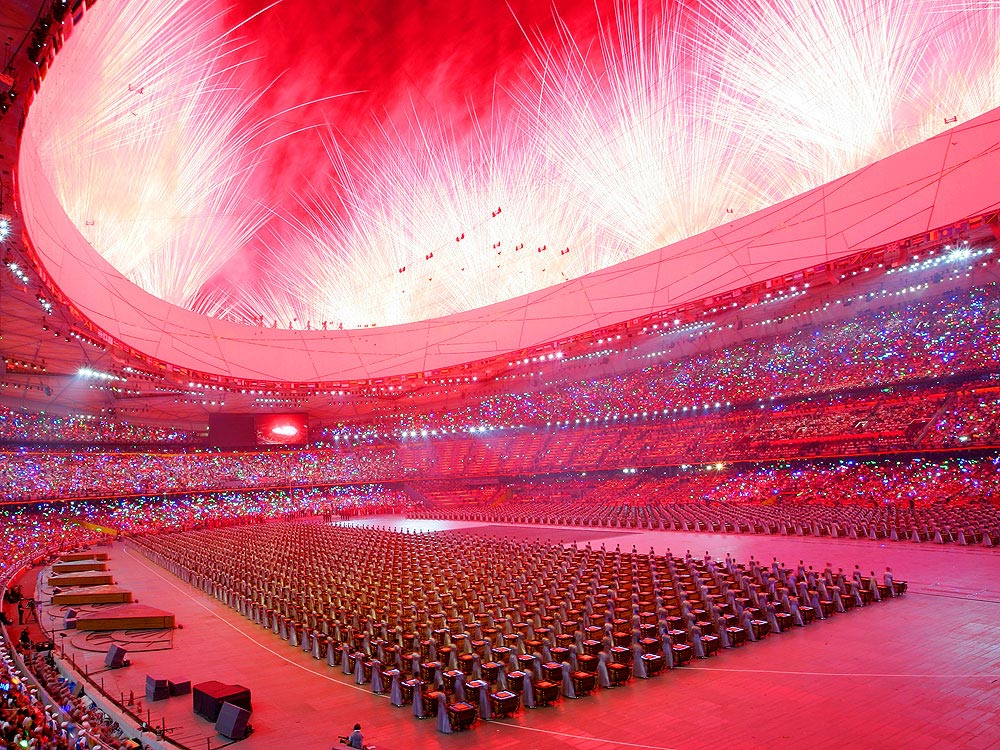
آتش بازی آغاز مراسم افتتاحیه بازی‌های المپیک تابستانی پکن ۲۰۰۸ است که از تجملاتی‌ترین افتتاحیه‌ها بود، در زمان فرهنگی فرخنده ساعت ۸:۰۰ بعد از ظهر ۸/۸/۲۰۰۸ آغاز شد.

از بازی‌های المپیک تابستانی ۱۹۹۶، مراسم افتتاحیه باید در عصر جمعه برگزار شود. بازی‌های المپیک تابستانی ۱۹۸۰ در مسکو در غروب خورشید برگزار شد و اولین باری بود که مراسم افتتاحیه در شب برگزار می‌شد. هشت سال بعد، به منظور تسهیل پخش زنده و رسیدن به زمان پخش پربیننده جمعه شب در قاره آمریکا، مراسم افتتاحیه المپیک تابستانی ۱۹۸۸ در سئول کره جنوبی، صبح برگزار شد؛ اقدامی که به دلیل گرمای بیش از حد با انتقاد ورزشکاران مواجه شد. به‌طور کلی، هیچ مسابقه ای در روز افتتاحیه برنامه‌ریزی نمی‌شود. بین سال‌های ۱۹۹۲ تا ۲۰۲۰، این رویه در منشور المپیک مدون بود. اما چندین بار به دلیل فشرده بودن تقویم بازی‌ها و مقدمات برخی رویدادهای طولانی‌تر قبل از مراسم افتتاحیه، این قانون رعایت نشده است. آخرین نمونه از این وضعیت در بازی‌های المپیک زمستانی ۲۰۲۲ رخ داد، زمانی که دورهای مقدماتی مسابقات دوبل مختلط کرلینگ در همان روز افتتاحیه برگزار شد.
آخرین مراسم افتتاحیه که در طول روز برگزار شد، مراسم افتتاحیه المپیک زمستانی ۱۹۹۸ در ناگانو ژاپن بود. CBS که حقوق پخش را برای ایالات متحده در اختیار داشت، خواستار همزمانی مراسم افتتاحیه با تماشای تلویزیون در ساعات پربیننده در نیویورک بود، بنابراین مراسم که در ابتدا برای عصر برنامه‌ریزی شده بود، به ساعت ۱۱ صبح به وقت محلی تغییر کرد. با این حال، این تغییرات یک فینال بزرگ را تسهیل کرد که برای اولین بار در تاریخ، اجرای زنده و هماهنگ شده توسط شش گروه کُر بین‌المللی را که از طریق ماهواره به محل اجرا متصل می‌شدند، به نمایش گذاشت.

### برنامه‌های هنری
برنامه هنری چیزی است که عنصر خاص هر مراسم را ایجاد می‌کند. طبق دیدگاه اولیه پیر دو کوبرتن، بنیانگذار المپیک مدرن، این المپیک هم مسابقات ورزشی و هم دستاوردهای هنری را نشان می‌داد. همان‌طور که المپیک مدرن به جشن ورزش تبدیل شده است، در مراسم افتتاحیه می‌توان به وضوح ایده‌آل کوبرتن را در بخش هنر نیز مشاهده کرد.
برنامه هنری مراسم افتتاحیه این امکان را به کشور میزبان می‌دهد که گذشته، حال و آینده خود را به شکلی جامع در برابر همگان به نمایش بگذارد. البته تمامی پروتکل‌ها، ارائه‌های هنری، عناصر و مناسک باید پیشتر توسط هیئت اجرایی IOC تأیید شوند.
طبق پروتکل فعلی المپیک، مراسم افتتاحیه معمولاً با ورود رئیس دولت یا سایر نمایندگان کشور میزبان آغاز می‌شود و رئیس کمیته بین‌المللی المپیک با برافراشتن پرچم کشور میزبان و اجرای سرود ملی خود، آن را آغاز می‌کند. سپس کشور میزبان نمایش‌های هنری از موسیقی، آواز، رقص، تئاتر و… از فرهنگ، تاریخ و شعائر کشور و جنبش المپیک را ارائه می‌دهد. در میان کشورهای میزبان این رسم است که فرهنگ خود را به جشن افتتاحیه بازی‌ها بیاورند و افتتاحیه فرصتی منحصر به فرد برای معرفی کشور در میان هزاران تماشاگری است که بازی‌ها را دنبال خواهند کرد. از زمان بازی‌های المپیک زمستانی ۱۹۷۶ در اینسبروک، ارائه‌های هنری همچنان در مقیاس و پیچیدگی رشد کرده است. به عنوان مثال، در مراسم افتتاحیه بازی‌های المپیک تابستانی ۲۰۰۸ طبق گزارش‌های به عمل آمده، ۱۰۰ میلیون دلار آمریکا هزینه داشت.
هر کشور میزبان موضوعی را انتخاب می‌کند که در عناصر و برنامه هنری مراسم افتتاحیه آن گنجانده شده است. به عنوان مثال، در المپیک تابستانی ۲۰۰۸ که در پکن برگزار شد، موضوع «وحدت چین» بود. در ۱۲ می ۲۰۰۸، تنها چهار ماه قبل از بازی‌های سال ۲۰۰۸، زلزله‌ای ویرانگر در سیچوان رخ داد. برای مراسم افتتاحیه سال ۲۰۰۸، اسطوره بسکتبال چینی یائو مینگ به عنوان پرچمدار چین انتخاب شد و دست در دست لین هائو، پسر نه ساله ای که تعدادی از همکلاسی‌های خود را در پی زلزله نجات داد، وارد ورزشگاه شدند.
در افتتاحیه ۲۰۲۴ برنامه‌های هنری فرانسه جنجال برانگیخت و انتقاد برخی از گروه‌های مذهبی را همراه داشت. به گزارش نیوزویک، مخالفان ادعا داشتند که صحنه‌ای از این مراسم به صورت نقیصه‌ای از رقصنده‌ها، درگ کوئین‌ها و یک دی جی، به تابلوی شام آخر تلمیح داشت. گرچه کارگردان برنامه، توماس جولی، ادعای تمسخر مقدسات مذهبی را رد کرد. برگزارکنندگان این نمایش از کسانی که از تداعی نمایش شام آخر لئوناردو داوینچی آزرده خاطر شدند پوزش خواستند، اما از ایده‌ها و مقصود پشت این نمایش دفاع کردند.

### رژه ملل

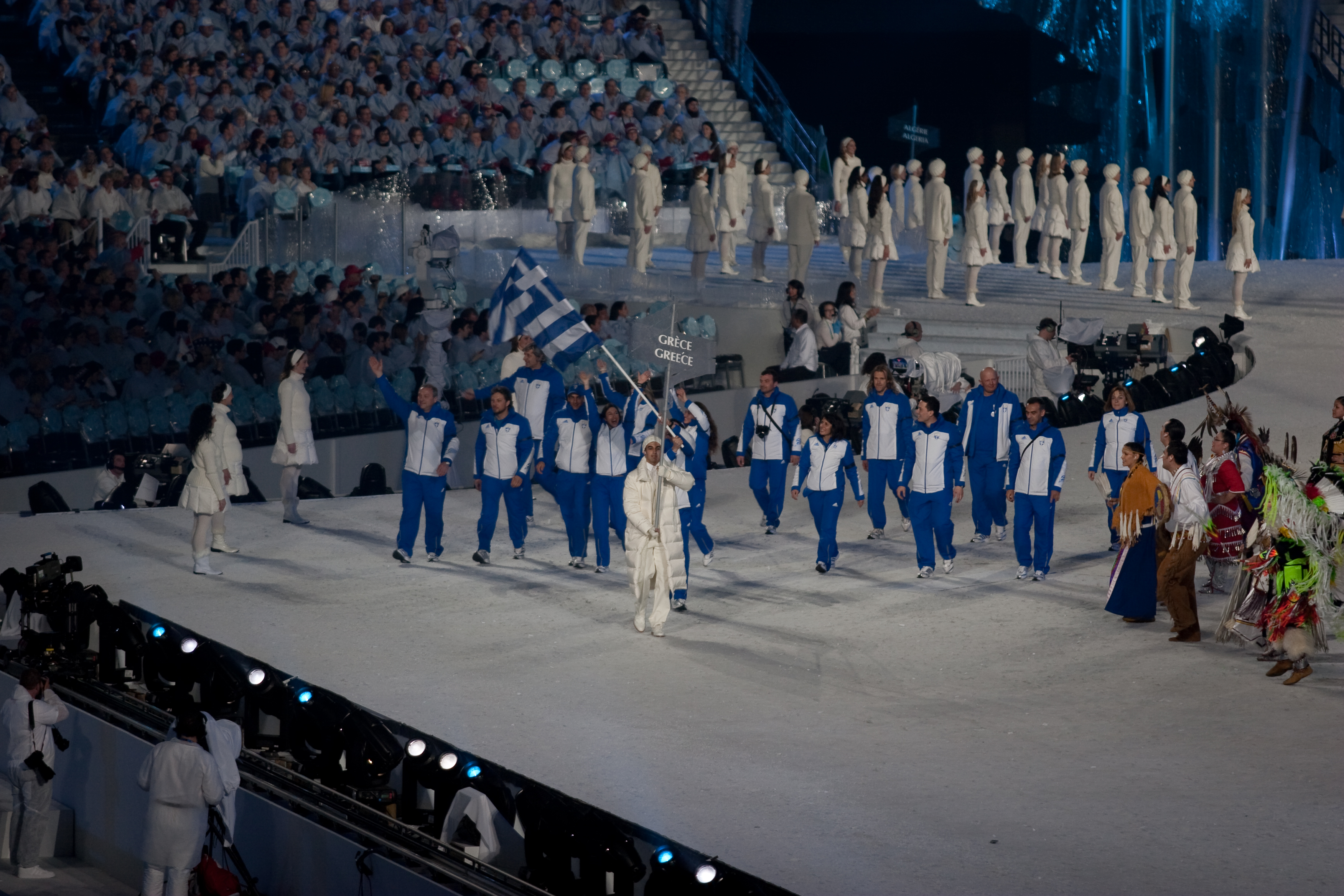
طبق سنت، تیم یونانی رژه ملل را در مراسم افتتاحیه بازی‌های المپیک زمستانی ونکوور ۲۰۱۰ رهبری می‌کند.

بخش سنتی مراسم افتتاحیه با «رژه ملل» آغاز می‌شود که طی آن اکثر ورزشکاران شرکت کننده، کاروان به کاروان به سمت استادیوم راهپیمایی می‌کنند. شرکت ورزشکاران در مراسم افتتاحیه اجباری نیست. برخی از رویدادهای بازی‌ها ممکن است در زمانی برگزار شوند که ورزشکاران نتوانند در رژه ملل شرکت کنند. هر هیئت توسط تابلویی با نام کشور یا تیم خود و توسط پرچمدار خود - که معمولاً یک ورزشکار برجسته هیئت است - هدایت می‌شود. اگرچه هم زنان و هم مردان را می‌توان به چنین افتخاری منصوب کرد، اما زنان از سال ۱۹۵۲ به بعد به‌طور مداوم به عنوان پرچمدار ظاهر شده‌اند و - علیرغم اینکه در طول سال‌ها بر پرچمداران زن افزوده شد - در همهٔ ادوار از همتایان مرد خود (چه در تعداد کل و چه در تعداد نسبی) بیشتر بوده‌اند. (آمار تا توکیو 2020.) به عنوان یک اقدام برابری جنسیتی، از سال ۲۰۲۰، IOC به تیم‌ها این امکان را داده است که دو پرچمدار زن و مرد داشته باشند.
این رژه برای اولین بار در سال ۱۹۰۸ برگزار شد. از زمان بازی‌های المپیک تابستانی ۱۹۲۸ به این سو، یونان به‌طور سنتی اولین کشوری است که وارد می‌شود و به افتخار نقش خود در بازی‌های المپیک باستان، رژه را رهبری می‌کند، در حالی که کشور میزبان آخرین حضور را خواهد داشت. مراسم افتتاحیه سال ۲۰۰۴ به دلیل میزبانی بازی‌ها در یونان، این تمرین را تسهیل کرد. پرچمدار آن پیروس دیماس به تنهایی رژه را رهبری کرد و سپس سنت لوسیا وارد شد، در حالی که بقیه تیم یونانی در انتهای رژه وارد داشتند. با شروع بازی‌های المپیک تابستانی ۲۰۲۰، تیم المپیک پناهجویان پس از یونان در رتبه دوم قرار می‌گیرد، در حالی که کشورهای میزبان دو المپیک بعدی به ترتیب نزولی به عنوان دو تیم نهایی قبل از کشور میزبان وارد می‌شوند. برای مثال در دورهٔ مذکور، به ترتیب سه کشور نهایی به عنوان میزبان بازی‌های ۲۰۲۸، ۲۰۲۴ و ۲۰۲۰ بودند.
هیئت‌های باقیمانده بعد از یونان و قبل از کشور میزبان، بر اساس نام خود در زبان رسمی کشور میزبان، به ترتیب الفبایی وارد می‌شوند. به عنوان مثال، در سه المپیکی که به میزبانی کانادا از زبان انگلیسی یا فرانسوی استفاده شده است (چون هر دو به عنوان زبان رسمی کانادا در نظر گرفته می‌شوند): در المپیک تابستانی ۱۹۷۶ در مونترال برگزار شد، کمیته‌های المپیک ملی با احترام به پروتکل زبان فرانسوی وارد شدند، زیرا فرانسوی زبان اول این شهر است. این مسئله در المپیک‌های زمستانی ۱۹۸۸ و ۲۰۱۰ برعکس شد، زیرا در کلگاری و ونکوور زبان انگلیسی برای اکثر شهروندان بومی است. در سالهای ۱۹۸۰ در اتحاد جماهیر شوروی، ۱۹۸۴ در یوگسلاوی و ۲۰۱۴ در روسیه از خط سیریل استفاده شد. در بازی‌های تابستانی ۲۰۰۴ در یونان نیز از خط یونانی مدرن استفاده کردند.
کشورهای میزبان که زبان رسمی آنها از خط لاتین استفاده نمی‌کند - به ویژه برای بازی‌هایی که در آسیا برگزار می‌شود - از روش‌های مختلف ترکیب بندی برای رژه ملل استفاده کرده‌اند. بازی‌های المپیک تابستانی ۱۹۸۸ و المپیک زمستانی ۲۰۱۸ بر اساس خط سنتی هانگول کره‌ای مرتب شدند، در حالی که بازی‌های المپیک تابستانی ۲۰۰۸ و المپیک زمستانی ۲۰۲۲ که در پکن برگزار شد، بر اساس تعداد ضربه‌هایی که برای نوشتن نام آنها با استفاده از حروف چینی ساده شده به کار می‌رود استفاده شد. در بازی‌های المپیک تابستانی ۲۰۲۰ هم از دستور گوجوون کانای ژاپنی استفاده کردند.

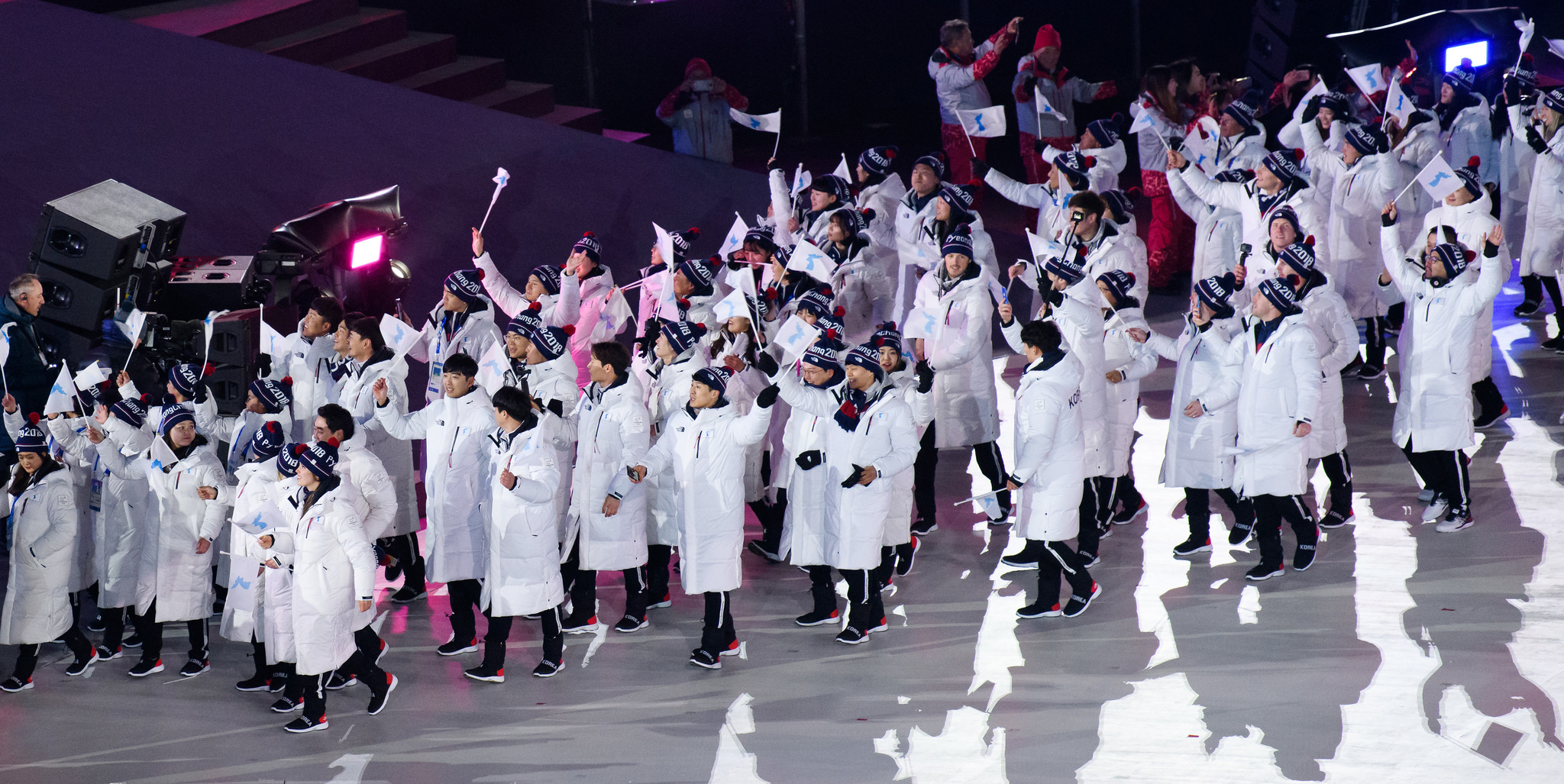
راهپیمایی هیئت‌های کره شمالی و جنوبی در مراسم افتتاحیه المپیک زمستانی ۲۰۱۸ پیونگ چانگ که کره جنوبی میزبان آن بود.

استثناهایی برای این عمل وجود داشته است. در بازی‌های المپیک تابستانی ۱۹۶۴، المپیک زمستانی ۱۹۷۲ و المپیک زمستانی ۱۹۹۸، برگزارکنندگان ژاپنی تصمیم گرفتند از دستور پروتکل زبان انگلیسی استفاده کنند، زیرا در صورت استفاده از ژاپنی، به دلیل دستور زبان ژاپنی برخی از قوانین پروتکل IOC شکسته می‌شد. مسائل ملی و داخلی در اسپانیا نیز موجب شد در بازی‌های المپیک تابستانی ۱۹۹۲ در بارسلونا نیز استثناهایی قائل شوند، به دلیل جنبش استقلال کاتالونیا، و نگرانی در مورد برتری قائل شدن برای زبان اسپانیایی نسبت به کاتالانی، همه اعلامیه‌های رسمی در طول بازی‌های ۱۹۹۲ به زبان‌های فرانسوی، اسپانیایی، کاتالانی و انگلیسی (با ترتیب سه زبان آخر) انجام شد، و رژه ملل بر اساس نام فرانسوی‌شان انجام پذیرفت.
کمیته سازماندهی بازی‌های المپیک تابستانی ۲۰۲۴ پاریس برنامه‌های خود را برای رژه ملل به عنوان رژه قایق در رود سن (با ارائه‌های فرهنگی در طول مسیر) به عنوان بخشی از اهداف خود برای عمومی شدن مراسم افتتاحیه اعلام کرد و این مراسم بدون فروش بلیط و با حضار رایگان، در قالب قایق برگزار گردید.

### پروتکل‌های افتتاحیه
پس از ورود همه کشورها، رئیس کمیته سازماندهی و به دنبال آن رئیس کمیته بین‌المللی المپیک سخنرانی می‌کنند. وی بایستی در پایان سخنان خود نماینده یا رئیس کشور میزبان را که رسماً افتتاحیه بازی‌ها را اعلام می‌کند، معرفی کند. علی‌رغم اینکه بازی‌ها به یک شهر خاص و نه به یک کشور به‌طور کلی اعطا شده است، منشور المپیک در حال حاضر مستلزم این است که افتتاح کننده، رئیس کشور میزبان باشد. با این حال، موارد زیادی وجود داشته است که فردی غیر از رئیس کشور میزبان بازی‌ها را افتتاح کرده است. اولین نمونه در بازی‌های المپیاد دوم در پاریس در سال ۱۹۰۰ بود که پیش از این هیچ مراسم افتتاحیه ای به عنوان بخشی از نمایشگاه جهانی ۱۹۰۰ برگزار نشده بود. پنج نمونه تنها در ایالات متحده وجود دارد که در آن بازی‌ها توسط رئیس دولت افتتاح نشده است.
منشور المپیک پیشین مقرر می‌داشت که شخصی که برای افتتاح بازی‌ها تعیین شده است باید این کار را با خواندن هر یک از سطرهای زیر انجام دهد:
- اگر در بازی‌های المپیاد (بازی‌های المپیک تابستانی) است: من آغاز بازی‌های [نام شهر میزبان] را با جشن گرفتن [شماره ترتیبی المپیاد] المپیاد دوران مدرن اعلام می‌کنم.
- اگر در بازی‌های زمستانی است: آغاز [شماره ترتیبی] بازی‌های المپیک زمستانی [نام شهر میزبان] را اعلام می‌کنم.

قبل از سال ۱۹۳۶، مسئول افتتاحیه اغلب قبل از اعلام افتتاحیه بازی‌ها، یک سخنرانی خوشامدگویی کوتاه انجام می‌داد. با این حال، از سال ۱۹۳۶، زمانی که آدولف هیتلر بازی‌های المپیک زمستانی گارمیش پارتنکیرخن و بازی‌های المپیک تابستانی برلین را افتتاح کرد، افتتاح‌کنندگان از فرمول استاندارد استفاده کردند.
۱۰ بار بوده است که مقام مسئول جملات متن افتتاحیه مذکور را اصلاح کرده است. نسخه‌های اخیر بازی‌های زمستانی شاهد روند استفاده از نسخه اول به جای نسخه دوم بودند که در بازی‌های زمستانی ۲۰۰۲، ۲۰۰۶ و ۲۰۱۰ اتفاق افتاد. سایر اصلاحات عبارتند از:
- در سال ۱۹۶۴، امپراتور هیروهیتو ژاپن، و امپراتور ناروهیتو در سال ۲۰۲۰، بازی‌های المپیک تابستانی توکیو را با صحبت به زبان ژاپنی، البته با ترجمه‌های کمی متفاوت، افتتاح کردند:

"با گرامیداشت هجدهمین/بزرگداشت سی و دومین المپیاد مدرن، افتتاحیه مسابقات المپیک توکیو را در اینجا اعلام خواهم کرد."
- در سال ۱۹۶۸، گوستاوو دیاز اورداز، رئیس‌جمهور مکزیک، افتتاحیه بازی‌های مکزیکو سیتی را با صحبت به زبان اسپانیایی اعلام کرد:

"امروز، ۱۲ اکتبر ۱۹۶۸" و سپس فرمول استاندارد دنبال شد.
- در سال ۱۹۷۶، الیزابت دوم، به عنوان ملکه کانادا، بازی‌های المپیک مونترال را (ابتدا به زبان فرانسوی سپس به انگلیسی) افتتاح کرد:

من آغاز بازی‌های المپیک ۱۹۷۶ را با جشن گرفتن بیست و یکمین المپیاد دوران مدرن اعلام می‌کنم.
- در سال ۱۹۸۰، لئونید برژنف، رهبر شوروی، بازی‌های المپیک تابستانی مسکو را با سخنرانی به زبان روسی افتتاح کرد:

"آقای رئیس کمیته بین المللی المپیک! ورزشکاران جهان! میهمانان عزیز! رفقا! من آغاز بازی‌های المپیک ۱۹۸۰ را با جشن گرفتن المپیاد XXII دوران مدرن اعلام می‌کنم."
- در سال ۱۹۸۴، رونالد ریگان، رئیس‌جمهور ایالات متحده، بازی‌های المپیک تابستانی لس آنجلس را با این موارد افتتاح کرد:

"با جشن گرفتن المپیاد بیست و سوم دوران مدرن، من آغاز بازی‌های المپیک لس آنجلس را اعلام می‌کنم."
- در سال ۱۹۹۲، خوان کارلوس اول، پادشاه اسپانیا، بازی‌های المپیک تابستانی بارسلون را چنین افتتاح کرد:

"(به زبان کاتالان:) به بارسلونا خوش آمدید. (به زبان اسپانیایی:) امروز، ۲۵ جولای سال ۱۹۹۲" و سپس فرمول استاندارد دنبال شد.
- در سال ۲۰۰۲، جورج دبلیو. بوش، رئیس‌جمهور ایالات متحده، بازی‌های المپیک زمستانی را در سالت لیک سیتی (که پنج ماه پس از حملات ۱۱ سپتامبر برگزار می‌شد) با استفاده از فرمت اعلامیه بازی‌های تابستانی با این موارد افتتاح کرد:

«از طرف ملتی سربلند، مصمم و قدرشناس» و سپس فرمول استاندارد دنبال شد.
- در سال ۲۰۰۴، کنستانتینوس استفانوپولوس، رئیس‌جمهوری یونان، بازی‌های المپیک تابستانی آتن را در سال ۲۰۰۴ با همراهی آجودان رئیس‌جمهوری یونان، سرهنگ جورجیوس دریتساکوس، با سخنرانی به زبان یونانی افتتاح کرد:

من گشایش بازی‌های المپیک آتن را [...] و جشن المپیاد XXVIII دوران مدرن را اعلام می‌کنم.
- در سال ۲۰۰۸، هو جینتائو، و در سال ۲۰۲۲، شی جین پینگ، روسای جمهور جمهوری خلق چین، به ترتیب بازی‌های المپیک تابستانی پکن و المپیک زمستانی را با سخنرانی به زبان ماندارین افتتاح کردند:

"من اعلام می‌کنم، بازی‌های المپیک XXIX / بازی‌های المپیک زمستانی XXIV پکن، افتتاح می‌شود!"
- در سال ۲۰۱۶، میشل تمر، معاون رئیس‌جمهور برزیل، به عنوان رئیس‌جمهور موقت در زمان تعلیق رئیس‌جمهور دیلما روسف، و به‌طور غیر معمول بدون مقدمه، بازی‌های المپیک تابستانی در ریودوژانیرو را با صحبت به زبان پرتغالی افتتاح کرد:

"بعد از این تماشای شگفت انگیز" و سپس فرمول استاندارد دنبال شد.

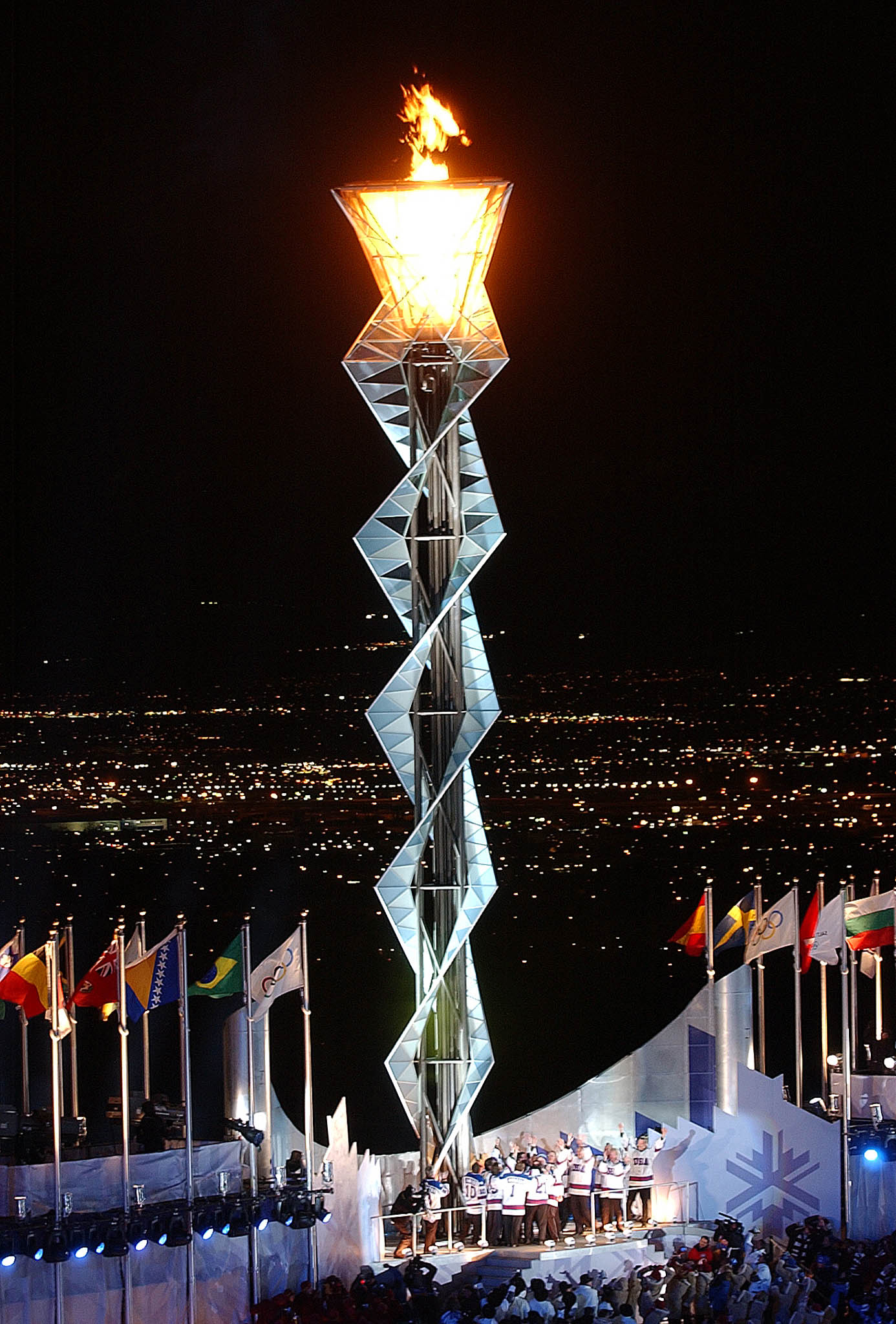
روشن شدن مشعل در مراسم افتتاحیه بازی‌های المپیک زمستانی سالت لیک سیتی ۲۰۰۲.

در مرحله بعد، پرچم المپیک به صورت افقی (از بازی‌های المپیک تابستانی ۱۹۶۰) یا به صورت عمودی (زمانی که مراسم در داخل سالن برگزار می‌شود) به داخل استادیوم حمل می‌شود و هنگام پخش سرود المپیک برافراشته می‌شود. در سال ۲۰۲۴، پرچم به‌طور تصادفی وارونه به اهتزاز درآمد. در منشور المپیک آمده است که پرچم المپیک باید «در تمام مدت بازی‌های المپیک از روی میله پرچمی که در موقعیت برجسته ای در استادیوم اصلی قرار دارد به اهتزاز در آید». در بیشتر بازی‌ها، پرچم توسط ورزشکاران برجسته کشور میزبان به ورزشگاه حمل شده است. با توجه به تغییرات ایجاد شده در یکصد و دوازدهمین جلسه IOC که در سال ۲۰۰۱ برگزار شد، اجازه حمل پرچم المپیک در مراسم افتتاحیه توسط افرادی که ورزشکار نیستند، اما ارزش‌های المپیک را تبلیغ می‌کنند، وجود دارد. این مجوز شامل ورزشکاران پارالمپیک نیز می‌شود.
تا بازی‌های المپیک تابستانی ۱۹۸۸، حاملان پرچم همه کشورها روی به تریبونی می‌چرخیدند و یک ورزشکار کشور میزبان (از بازی‌های المپیک تابستانی ۱۹۲۰)، و یک داور کشور میزبان (از بازی‌های المپیک تابستانی ۱۹۷۲) سوگند المپیک را قرائت می‌کردند. از زمان بازی‌های المپیک تابستانی ۲۰۱۲ در لندن، با ادامه سنت آغاز شده در المپیک تابستانی جوانان ۲۰۱۰، یک مربی از کشور میزبان سوگند المپیک را بیان می‌کند. برای بازی‌های المپیک زمستانی ۲۰۱۸ در پیونگ چانگ، این سه سوگند در یک متن به عنوان سوگند یکپارچه ادغام شد که در آن یک ورزشکار، داور و مربی به ترتیب متن سوگند واحدی را، هر کدام یک سطر، می‌خوانند.

### شعله المپیک

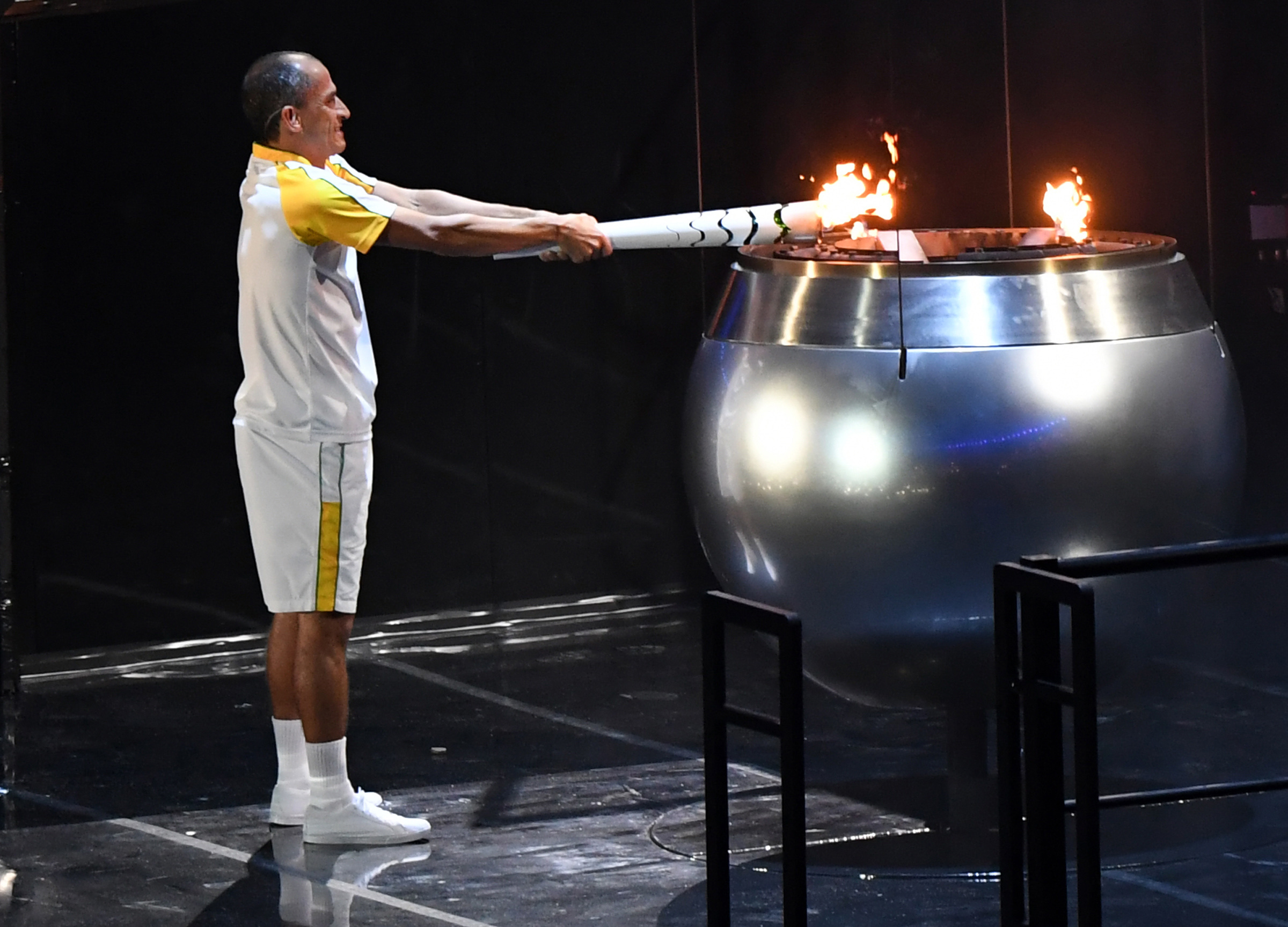
ماراتن‌باز برزیلی واندرلی دی لیما در مراسم افتتاحیه بازی‌های المپیک تابستانی ریو ۲۰۱۶ مجمر المپیک را روشن می‌کند.

از بازی‌های المپیک تابستانی ۱۹۹۲، اوج مراسم افتتاحیه، رسیدن مشعل المپیک به آتش‌دان (مجمر) است. مشعل معمولاً توسط گروهی از حاملان – که معمولاً نشان دهنده برجسته‌ترین ورزشکاران المپیکی کشور میزبان هستند - به نزدیکی مجمر می‌رسد. آخرین حامل مشعل، به نوبه خود، مجمری که در داخل یا نزدیک استادیوم قرار گرفته را روشن می‌کند و این کار عملاً شروع بازی‌ها را نشان می‌دهد. واپسین حامل نهایی مشعل اغلب تا آخرین لحظه بدون اطلاع نگه داشته می‌شود. مشعل‌داران نهایی که چهره‌های برجسته ورزشی بودند، استثناهایی وجود داشته است: در سال ۲۰۱۲، برای انعکاس شعار بازی‌ها «الهام بخشیدن به یک نسل»، دیگ توسط گروهی متشکل از هفت ورزشکار جوان روشن شد که هر کدام توسط یک ورزشکار برجسته بریتانیایی نامزد شده بودند. به دلیل فقدان سنت در ورزش‌های زمستانی، مشعل‌داران نهایی در بازی‌های المپیک زمستانی ۲۰۲۲ تاریخ چین را در ورزش‌هایی با ورزشکارانی از دهه‌های مختلف (از دهه ۱۹۵۰) منعکس کردند، آتشدان توسط دو اسکی‌باز چینی روشن شد.
بر اساس قوانین کمیته بین‌المللی المپیک، هنگام روشن شدن آتشدان المپیک باید افرادی که در مراسم افتتاحیه شرکت می‌کنند شاهد آن باشند، به این معنی که باید در محلی که مراسم در آن برگزار می‌شود روشن شود. یکی دیگر از قوانین IOC بیان می‌کند که ساکنان کل شهر میزبان باید بتوانند مجمر را در خارج از خانه خود ببینند. این قانون برای اولین بار در مراسم افتتاحیه المپیک زمستانی ۲۰۱۰ در ونکوور آشکار شد؛ جایی که اولین بار در یک مکان بسته برگزار می‌شد: BC Place - سپس یک استادیوم گنبدی و سرپوشیده. در حالی که یک آتشدان خوش منظره به‌طور مشترک توسط نانسی گرین راین، استیو نش و وین گرتزکی در مراسم افتتاحیه روشن شد (به دلیل نقص، بازوی چهارمی که قرار بود توسط کاتریونا لو می دوان روشن شود، بلند نشد).
در طول بازی‌های المپیک تابستانی ۲۰۱۲ لندن، مجمر داخل استادیوم المپیک از بیرون ورزشگاه قابل مشاهده نبود. تصویر مجمر روشن در هفته اول مسابقات و زمانی که مسابقات دو و میدانی در هفته دوم به پایان رسید، روی صفحه‌های پشت بام ورزشگاه پخش می‌شد. و یک فیلم زنده از آن در اختیار پخش کنندگان قرار می‌گرفت.

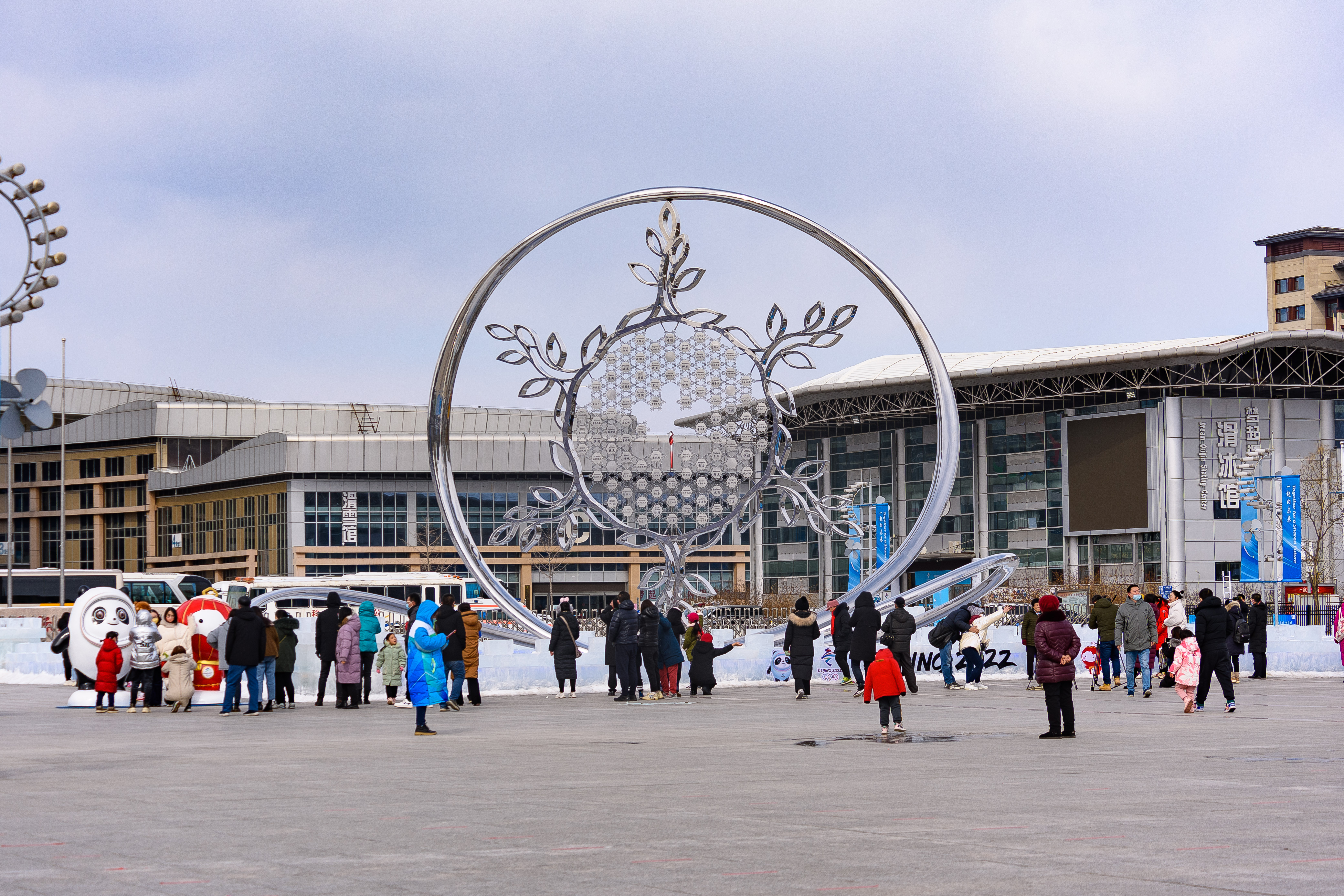
یکی از سه شعله آتش عمومی بازی‌های المپیک زمستانی ۲۰۲۲، واقع در Yanqing.

### کبوترها

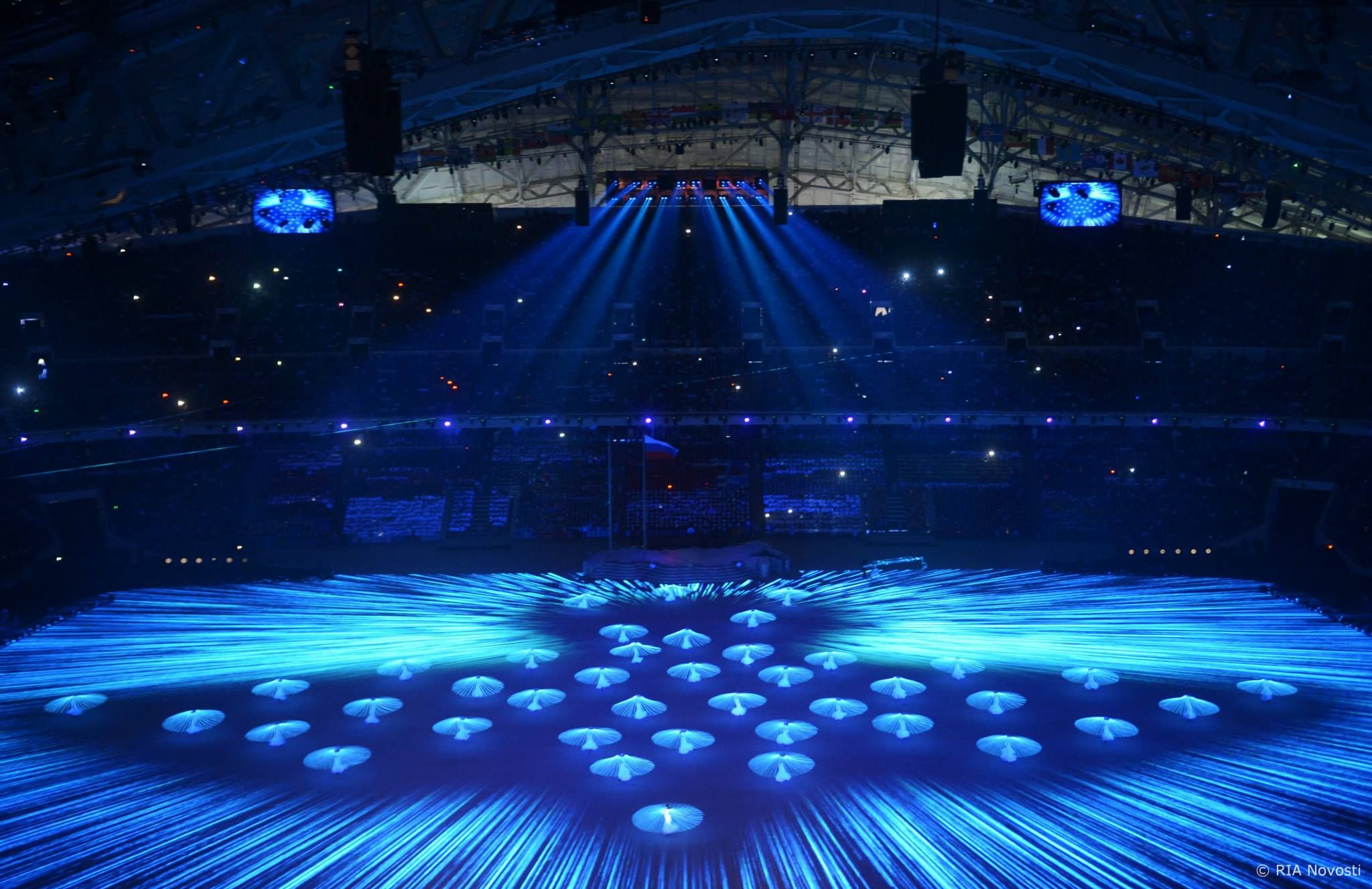
اجرای کبوتر در مراسم سوچی ۲۰۱۴

با شروع بازی‌های المپیک تابستانی پس از جنگ جهانی اول در سال ۱۹۲۰، روشن کردن شعله المپیک با رهاسازی کبوترها که نماد صلح بود، همراه شد.  (ورزشکاران باتجربه به دلیل مدفوع پرندگان روزنامه می‌آوردند تا پوشش خود را بپوشانند) این مراسم پس از نشستن چند کبوتر در لبه آتشدان متوقف شد؛ چنان‌که در مراسم افتتاحیه بازی‌های المپیک تابستانی ۱۹۸۸ کبوترهایی در شعله المپیک زنده زنده سوزانده شدند. این رسم بعداً با رهاسازی نمادین کبوترها پس از روشن شدن شعله جایگزین شد. پس از آن، از شکلهای نمادین و جایگزین‌های مختلفی برای کبوترهای واقعی استفاده کرده‌اند.
- ۱۹۹۲: جوانان با پرچم‌هایی با کبوتری که توسط پابلو پیکاسو طراحی شده بود می‌دویدند تا نمادی از دوره‌های بازی‌هایی باشد که به دلیل دو جنگ جهانی لغو شده بودند.
- ۲۰۰۴: یک صفحه نمایش LED تصاویری از کبوترها را نمایش می‌داد.
- ۲۰۰۶: آکروبات‌ها شکل یک کبوتر را تشکیل دادند.
- ۲۰۰۸: مردم با دستان خود شکل کبوترها را ساختند.
- ۲۰۱۰: چهره‌های کبوتر روی صحنه نمایش داده شد.
- ۲۰۱۲: دوچرخه سوارانی که بال‌های کبوتر پوشیده بودند توسط LED روشن شدند.
- ۲۰۱۴: رقصندگان باله که رشته‌های LED آبی را در دست داشتند، به شکل کبوتری که روی زمین استادیوم پخش شده بود، رقصیدند.
- ۲۰۱۶: کودکان با بادبادک‌های کبوتری شکل با اولین برنده المپیک لورل، کیپچوگه کینو، دویدند.
- ۲۰۱۸: اجراکنندگان شمع روشن کردند تا شکل کبوتر بسازند.
- ۲۰۲۰: اجراکنندگان کبوترهای ساخته شده از کاغذ برنجی را به پرواز درآوردند.
- ۲۰۲۲: بچه‌ها چراغ‌ها و فانوس‌های کبوتری را در دست داشتند و در حین حرکت ردپایی از دانه‌های برف پر زرق و برق باقی می‌گذاشتند.
- ۲۰۲۴: چراغ‌هایی به شکل بال‌های کبوتر بر روی پل‌ها و زیر برج ایفل روشن شد.

## توزیع مدال

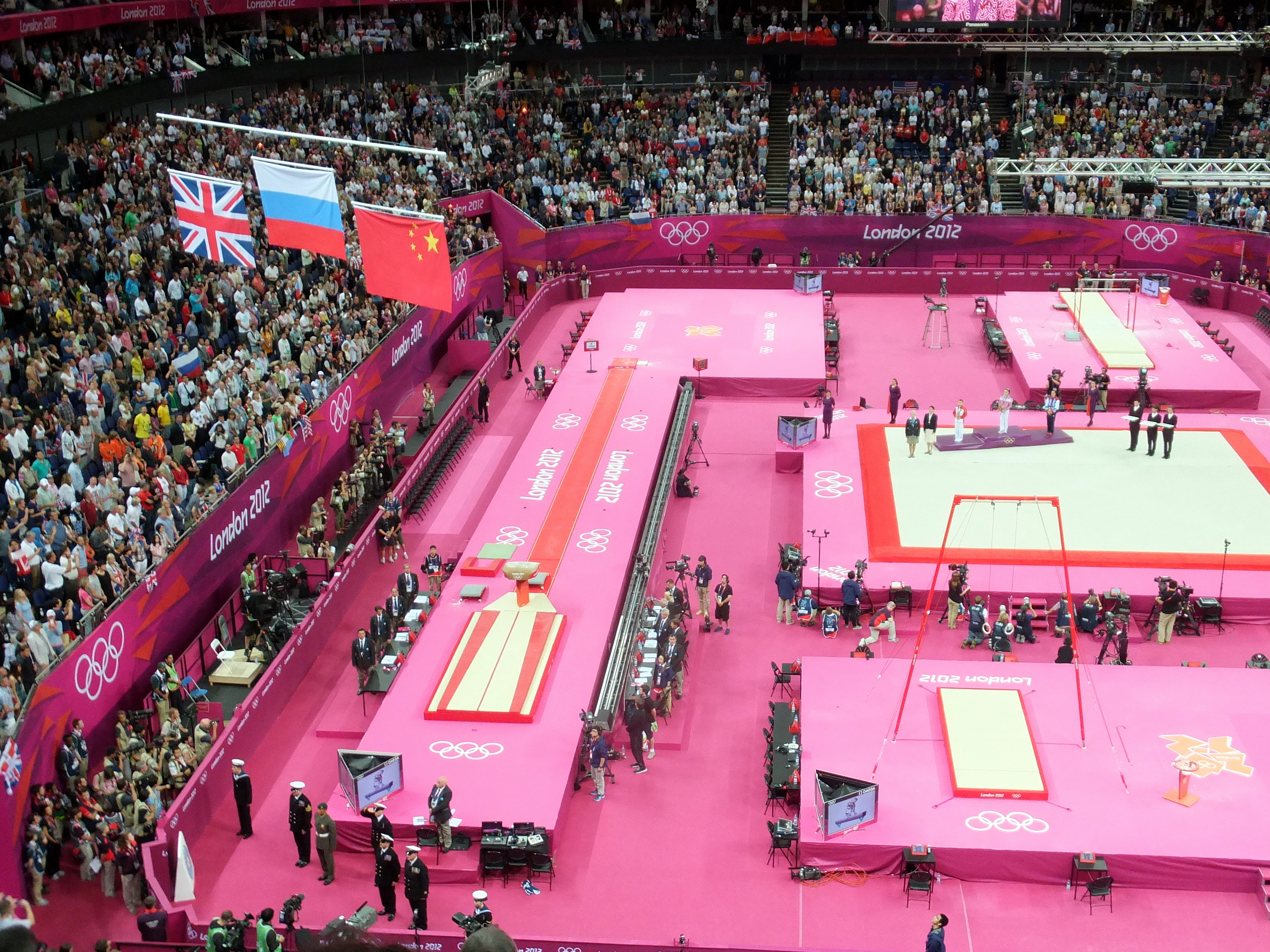
مراسم مدال در بازی‌های المپیک تابستانی لندن ۲۰۱۲

پس از اتمام هر رویداد المپیک، مراسم توزیع مدال برگزار می‌شود. در بازی‌های تابستانی معمولاً بلافاصله پس از رویداد در مکان‌های مربوطه مراسم مدال برگزار می‌کنند. با این حال، نسخه‌های زمستانی، مدال‌ها را در مراسم پیروزی شبانه که در میدان مدال برگزار می‌شود، ارائه می‌کنند، به استثنای رویدادهای داخلی و خاص؛ زیرا به دلیل ارتفاع برخی از رویدادهای زمستانی، ارائه مدال در محیط‌های مذکور ممکن است دشوار باشد. یک تریبون سه پله برای سه برنده مدال استفاده می‌شود که برنده مدال طلا به بالاترین سکو در مرکز صعود می‌کند و مدال آوران نقره و برنز در کنار او قرار دارند. مدال‌ها توسط یکی از اعضای IOC اهدا می‌شود. عضو IOC معمولاً توسط فردی از فدراسیون ورزشی حاکم بر ورزش (مانند دو و میدانی جهانی در دو و میدانی یا ورزش‌های آبی جهانی در شنا) همراهی می‌شود که به هر ورزشکار یک دسته گل کوچک هدیه می‌دهد. شهروندان کشور میزبان نیز به عنوان میزبان در مراسم مدال، نقش پرچم داران را ایفا می‌کنند و به مقامات اهدا کننده مدال کمک می‌کنند. زمانی که بازی‌ها در سال ۲۰۰۴ در آتن برگزار شد، برندگان مدال همچنین تاج‌های زیتون را به افتخار سنت در المپیک باستان دریافت می‌کردند. در بازی‌های المپیک تابستانی ۲۰۱۶، برای اولین بار در تاریخ، گل‌ها با یک مدل سه بعدی کوچک از لوگوی بازی‌ها جایگزین شدند. در بازی‌های المپیک زمستانی ۲۰۱۸، گل‌ها با نسخه خاصی از اسباب‌بازی شگون‌دار با لباس‌های تاریخی کره‌ای جایگزین شدند.
پس از توزیع مدال‌ها، پرچم کشورهای سه مدال آور برافراشته می‌شود. پرچم کشور دارنده مدال طلا در مرکز و بالاترین برافراشته است در حالی که پرچم کشور دارنده مدال نقره در سمت چپ رو به پرچم‌ها و پرچم کشور دارنده مدال برنز در سمت راست هر دو در ارتفاعات پایین‌تر از پرچم ورزشکار قهرمان قرار دارد. پرچم‌ها در حالی برافراشته می‌شوند که سرود ملی کشور دارنده مدال طلا پخش می‌شود. اگر چندین ورزشکار برای کسب مدال طلا برابر شدند (همان‌طور که برای نمونه‌هایی مانند دو دارنده مدال طلا برای پرش ارتفاع مردان در بازی‌های المپیک تابستانی ۲۰۲۰ وجود داشت)، سرودهای ملی (اگر از چندین NOC باشند) با توجه به نام خانوادگی مدال آوران، به ترتیب حروف الفبا پخش می‌شود.
قوانین سختگیرانه ای بر رفتار ورزشکاران در طول مراسم مدال حاکم است. به عنوان مثال، آنها ملزم به پوشیدن لباس‌های از پیش تأیید شده هستند که برای تیم ملی المپیک ورزشکار استاندارد است. آنها مجاز به نمایش هیچ گونه وابستگی سیاسی یا بیانیه سیاسی در هنگام حضور در جایگاه مدال نیستند. معروف‌ترین نقض این قانون، سلام قدرت سیاه توسط تامی اسمیت و جان کارلوس در بازی‌های المپیک تابستانی ۱۹۶۸ در مکزیکو سیتی بود.
اوری براندیج، رئیس کمیته بین‌المللی المپیک، به خاطر این اقدام خواستار اخراج آنها از المپیک شد. پس از اینکه کمیته المپیک ایالات متحده (USOC) از انجام این کار خودداری کرد، براندیج تهدید کرد که کل تیم دو و میدانی ایالات متحده را از المپیک حذف خواهد کرد. به دنبال آن، USOC موافقت کرد و اسمیت و کارلوس اخراج شدند.
همان‌طور که مرسوم است، از المپیک تابستانی ۲۰۲۰ مدال‌های ماراتن مردان و زنان (در بازی‌های المپیک تابستانی) و از بازی‌های المپیک زمستانی ۲۰۱۴، مدال‌های اسکی کراس کانتری ۵۰ ک‌م مردان و ۳۰ ک‌م بانوان (در بازی‌های المپیک زمستانی) به عنوان بخشی از مراسم اختتامیه اهدا می‌شود که در روزهای ماقبل آخر و روزهای آخر در استادیوم المپیک برگزار می‌شوند و به‌طور سنتی آخرین مسابقات بازی‌ها هستند.

## اختتامیه

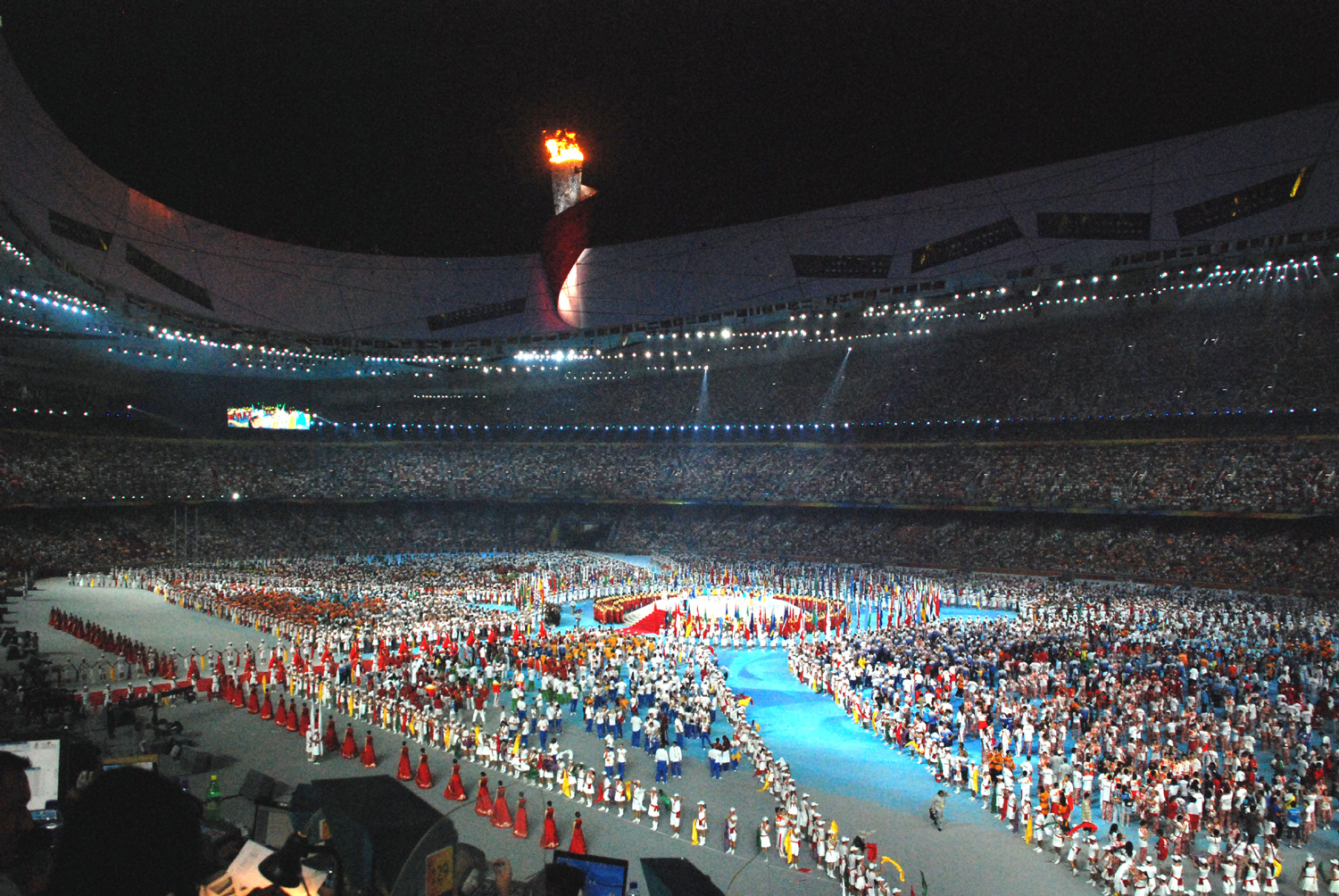
ورزشکاران در مراسم اختتامیه بازی‌های المپیک تابستانی ۲۰۰۸ پکن در استادیوم جمع می‌شوند.

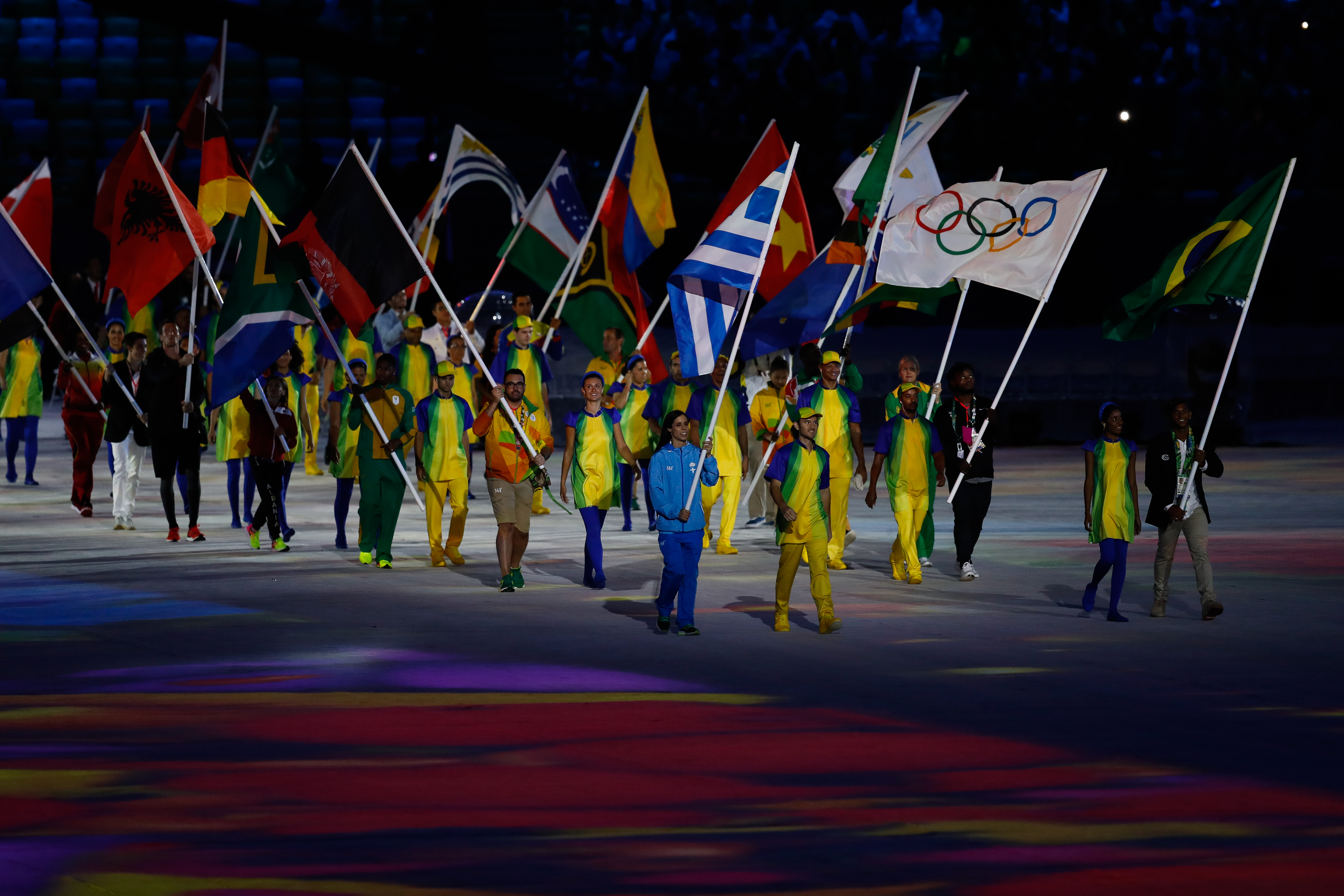
رژه پرچم‌ها در مراسم اختتامیه بازی‌های المپیک تابستانی ریو ۲۰۱۶

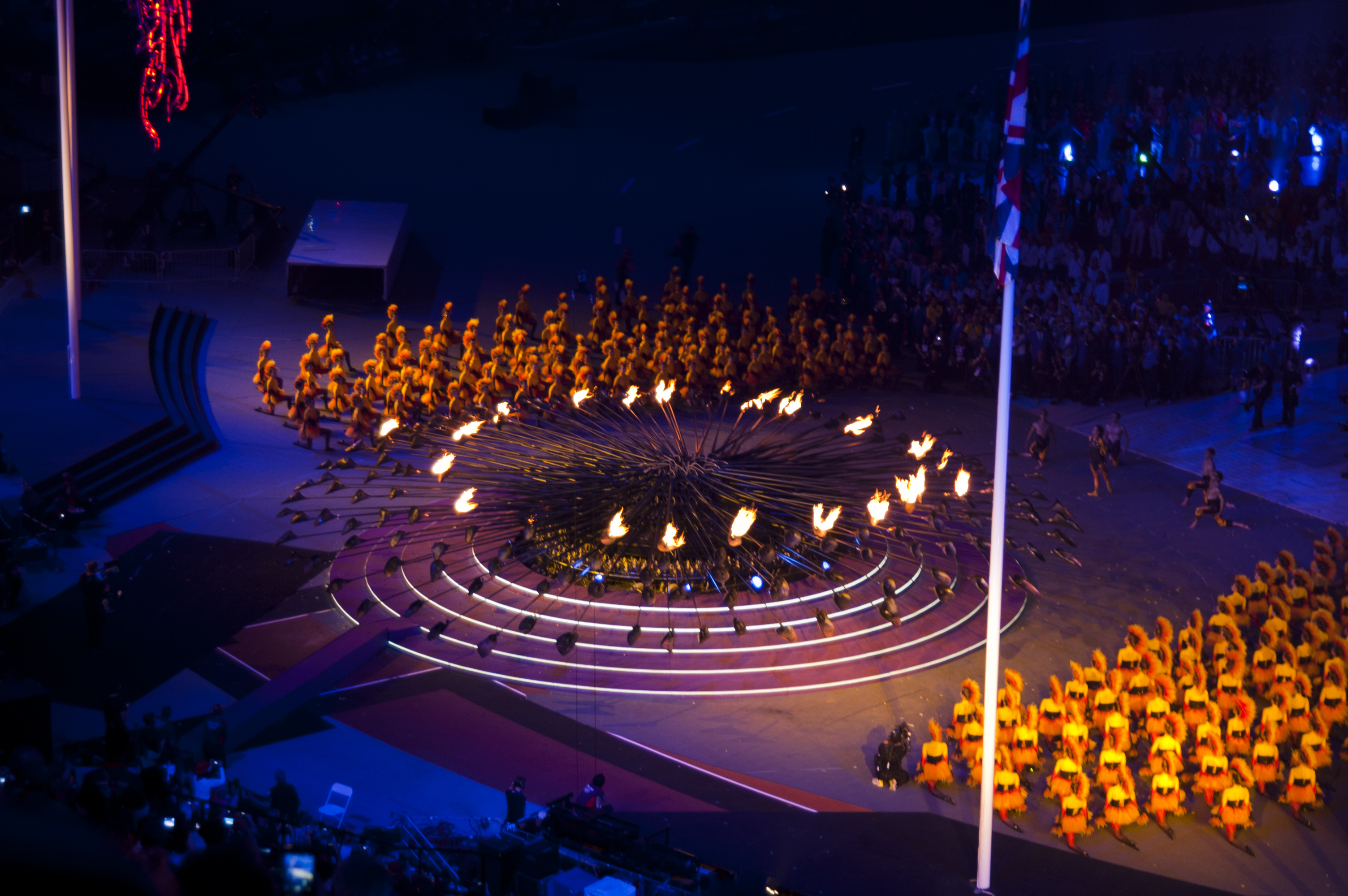
شعله المپیک در جریان بازی‌های المپیک تابستانی ۲۰۱۲ لندن به آرامی خاموش می‌شود

بسیاری از عناصر مراسم اختتامیه به‌جای قوانین و رویه‌های رسمی، از نظر تاریخی با تکامل سنت‌ها بهبود یافتند.
مراسم اختتامیه باید در عصر یکشنبه برگزار شود.
روال مراسم اختتامیه فعلی با تغییراتی که توسط IOC طی یکصد و دوازدهمین اجلاس آن در سال ۲۰۰۱ در مسکو برگزار شد، آغاز شد و در بازی‌های المپیک زمستانی ۲۰۰۲ برای بار نخست اجرایی شد.
بین سال‌های ۱۸۹۶ تا ۲۰۰۰، علاوه بر سرود کشور میزبان، سرود یونان و سرود کشور میزبان بعدی در این بخش پخش می‌شد. با توجه به تغییرات اعمال شده در سال ۲۰۰۵، معمولاً مراسم اختتامیه با ورود رئیس کمیته بین‌المللی المپیک و رئیس دولت یا نماینده کشور میزبان آغاز می‌شود و پس از آن پرچم کشور میزبان به اهتزاز در می‌آید و سرود ملی آن کشور برگزار می‌شود و سپس یک برنامه هنری به نمایش گذاشته می‌شود.
به دلیل انعطاف‌پذیری اختتامیه، معمول است که مدت زمان کمتری نسبت به مراسم افتتاحیه داشته باشد.
معمولاً بخش تشریفاتی مراسم اختتامیه با «رژه ملل» آغاز می‌شود که در آن پرچمداران هر کشور شرکت‌کننده در ورودی اصلی زمین ورزشگاه وارد می‌شوند. از زمان المپیک زمستانی ۲۰۰۲، تصمیم‌گیری در مورد اینکه آیا ورزشکاران به ترتیب پروتکلی که در مراسم افتتاحیه استفاده می‌شود وارد شوند یا خیر، بر عهده کمیته سازماندهی است. تنها شرط این است که پرچم یونان رهبری رژه را بر عهده بگیرد و پرچم کشور میزبان آخرین باشد. نمونه ای از انعطاف‌پذیری در این قانون در بازی‌های المپیک تابستانی ۲۰۱۲ رخ داد که در زمان اختتامیه، پرچم‌های بریتانیا به عنوان کشور میزبان و برزیل به عنوان میزبان بعدی با هم در پایان این بخش وارد شدند. اگر شرایط اجازه دهد، همه ورزشکاران بدون هیچ گونه تمایز یا گروه‌بندی بر اساس ملیت راهپیمایی می‌کنند. این «رژه ورزشکاران»، ترکیبی از همه ورزشکاران، سنتی است که در طول بازی‌های المپیک تابستانی ۱۹۵۶ به پیشنهاد جان یان وینگ، دانش‌آموز مدرسه‌ای ملبورن، که فکر می‌کرد این راهی برای آوردن ورزشکاران جهان با هم به عنوان «یک ملت» است، آغاز شد. قبل از بازی‌های تابستانی ۱۹۵۶، هیچ تیم المپیکی هرگز در مراسم اختتامیه بازی‌های مدرن یا باستانی راهپیمایی نکرده بود. این اولین راهپیمایی صلح بین‌المللی بود که تا به حال برگزار می‌شد.
از بازی‌های المپیک تابستانی ۲۰۰۰، پس از ورود همه پرچم‌ها و ورزشکاران به ورزشگاه، مراسم نهایی مدال بازی‌ها برگزار می‌شود. کمیته سازماندهی شهر میزبان مربوطه می‌تواند با مشورت IOC تعیین کند که مدال‌های آن در کدام رویداد ارائه می‌شود. در طول بازی‌های المپیک تابستانی، این مکان برای مراسم اهدای جوایز ماراتن مردان در نظر گرفته شده است (از بازی‌های المپیک تابستانی ۲۰۲۰، ماراتن زنان باید مراسم اهدای جوایز آنها نیز در زمان اختتامیه باشد). به‌طور سنتی، ماراتن مردان در آخرین روز مسابقات برگزار می‌شود و مسابقه چند ساعت قبل از شروع مراسم اختتامیه به پایان می‌رسد. با این حال، در المپیادهای تابستانی اخیر در آتلانتا، پکن، ریو و توکیو (اگرچه ماراتن‌های سال ۲۰۲۰ در ساپورو، ۸۰۰ کیلومتر (۵۰۰ مایل) دورتر برگزار شد) با توجه به شرایط آب و هوایی شهر میزبان، مسابقات ماراتن مردان و زنان را در ساعات اولیه صبح برگزار شدند.
یکی دیگر از لحظات واجب زمانی است که اعضای تازه منتخب کمیسیون ورزشکاران IOC دسته گلی را به نماینده داوطلبان اهدا می‌کنند تا از آنها به خاطر کارهایشان در طول بازی‌ها تشکر کنند.
پس از تغییراتی که در بازی‌های المپیک زمستانی ۲۰۰۶ انجام شد، مراسم آنتورپ با برافراشتن دو پرچم ملی دیگر بر روی میله‌های پرچم در یک زمان شروع می‌شود و سرودهای ملی مربوطه نواخته می‌شوند: اول، روی یکی از دکل‌های واقع در نوک تریبون، پرچم یونان. برای گرامیداشت زادگاه بازی‌های المپیک و دوم، پرچم کشور میزبان بازی‌های المپیک تابستانی یا زمستانی بعدی. " سرودی برای آزادی "، سرود ملی یونان، از زمان تصویب قوانین فعلی در هر مراسم اختتامیه بازی‌های المپیک اجرا شده است. این بخش پروتکل در مراسم اختتامیه بازی‌های المپیک تابستانی ۱۹۸۰ برجسته تر شد، زیرا ایالات متحده قرار بود میزبان بازی‌های المپیک تابستانی بود و در زمان پخش سرود ایالات متحده در حالی که زمان اهتزاز پرچم میزبان بود، پرچم لس آنجلس برافراشته شد. پس از نواختن سرود المپیک به جای پرچم میزبان دورهٔ بعدی، سرود پرچم پرستاره پخش شد زیرا به دلیل اختلاف‌هایی که میان آمریکا و شوروی وجود داشت، آمریکا خواهان تحریم بازی‌های المپیک تابستانی ۱۹۸۰ بود. در سیدنی و آتن، دو پرچم یونان برافراشته شد؛ زیرا یونان میزبان بازی‌های سال ۲۰۰۴ بود.
سپس در حالی که سرود المپیک نواخته می‌شود، پرچم المپیک که در مراسم افتتاحیه برافراشته شده بود از میله پرچم پایین آمده و از استادیوم خارج می‌شود.
در مراسمی که به آن مراسم آنتورپ معروف است (چون این سنت از بازی‌های آنتورپ شروع شد)، شهردار فعلی شهر که بازی‌ها را برگزار می‌کرد، پرچم رسمی المپیک را به رئیس کمیته بین‌المللی المپیک می‌دهد و او نیز پرچم را به شهردار میزبان بازی‌های المپیک بعدی منتقل می‌کند. سپس شهردار دریافت کننده پرچم، آن را هشت بار به اهتزاز درمی‌آورد. در طول مراسم، شهردار شهر میزبان پیشین در سمت چپ، رئیس IOC در وسط و شهردار شهر میزبان بعدی در سمت راست ایستاده‌اند. تا بازی‌های المپیک تابستانی ۱۹۸۴، این مراسم در مراسم افتتاحیه برگزار می‌شد. در طول تاریخ المپیک مدرن، از پنج پرچم پروتکلی استفاده شده است: